# Charles Daniel Balvo
Mons. Charles Daniel Balvo (* 29. června 1951 Brooklyn, New York) je americký katolický duchovní, diplomat Svatého stolce a titulární arcibiskup castellský, bývalý apoštolský nuncius v České republice. Papež František jej 17. ledna 2022 jmenoval apoštolským nunciem v Austrálii. Jeho nástupcem ve funkci apoštolského nuncia v Česku byl jmenován nigerijský arcibiskup Jude Thaddeus Okolo.

## Život a diplomatická činnost

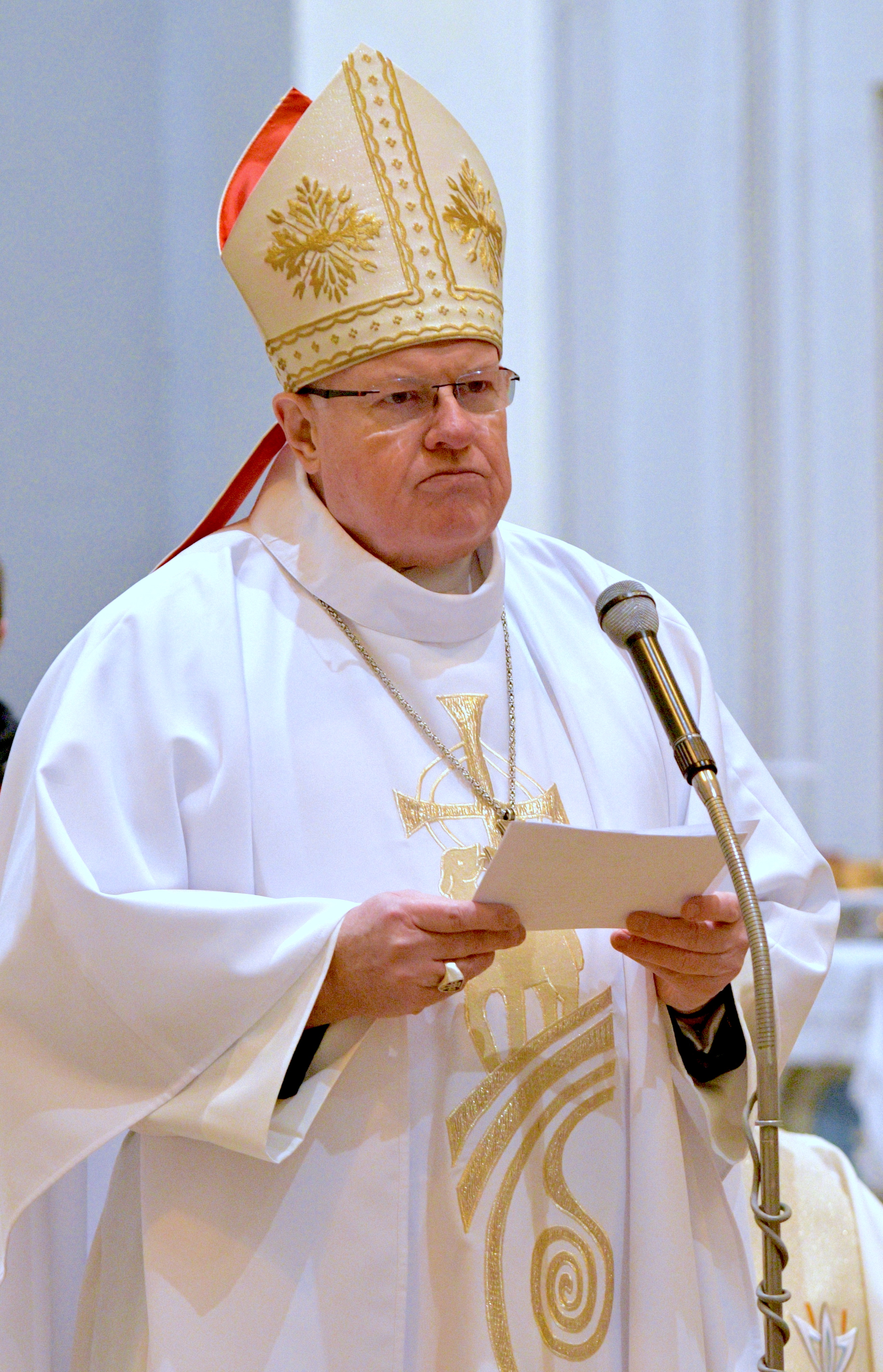
Charles Daniel Balvo ve Filipově 13. ledna 2022

Narodil se v roce 1951 v newyorském Brooklynu. Studoval na katolických univerzitách v Římě a USA, má doktorát z kanonického práva. V roce 1976 byl vysvěcen na kněze. Od roku 1987 působí v diplomatických službách Vatikánu – postupně pracoval v Ghaně, Ekvádoru, Chile, již také v České republice (1996–1999), dále v Jordánsku a na Litvě. Od roku 2005 působil na Novém Zélandu a v ostrovních státech Tichomoří. V roce 2013 byl postupně jmenován apoštolským nunciem v Keni a Jižním Súdánu. Spolupracoval také s Organizací spojených národů při programech pro životní prostředí a pro lidská sídla. Dne 21. září 2018 jej papež František jmenoval apoštolským nunciem v České republice, čímž se podle zvyklosti stal doyenem diplomatického sboru v Praze.
Měl jednoho bratra (již zemřel) a má tři sestry. Hovoří anglicky, italsky, španělsky, francouzsky a částečně také česky. V češtině vedl bohoslužby i další slavnosti, jako byly hasičská mše v kostele sv. Mikuláše v Praze na Malé Straně v letech 2020 a 2021, výroční mše Ostravsko-opavské diecéze v katedrále Božského Spasitele v Ostravě roku 2021 a další.
Dne 17. ledna 2022 Vatikán oznámil, že byl Charles Daniel Balvo jmenován apoštolským nunciem v Austrálii.